# Sayyid Hossein Tabataba'i Borujerdi
Ḥossein Ṭabāʾṭabāʾī Borūjerdī (in persiano سید حسین طباطبایی بروجردی‎; Borūjerd, 23 marzo 1875 – Qom, 30 marzo 1961) è stato un teologo e giurista iraniano tra i più importanti esponenti religiosi sciiti iraniani.

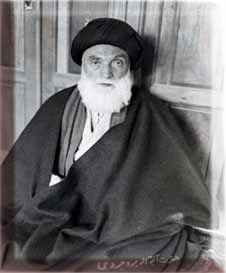
Sayyid Ḥossein Ṭabāʾṭabāʾī Borujerdi.

Il Grande Ayatollah e Marja' al-taqlid Sayyid Ḥossein Ṭabāʾṭabāʾī Borujerdi è stato un importante religioso sciita duodecimano iraniano.
La sua famiglia discende per 30 generazioni da al-Ḥasan b. ʿAlī, nipote del profeta Maometto. Suo padre, Sayyid ʿAlī Ṭabāṭabāʾī, era un noto studioso di argomenti religiosi a Borūjerd (Lorestan, Iran) e sua madre, Sayyida Agha Beygum, era figlia di Sayyid Moḥammad ʿAlī Ṭabāṭabāʾī.

## Formazione
All'età di sette anni, il padre di Sayyid Ḥossein lo inviò a studiare nel seminario (ḥawza) Nūrbakhsh a Borūjerd.
A undici anni cominciò a frequentare i corsi di teologia, sotto la guida di suo padre e nel 1892–93 si spostò nella Scuola di Teologia di Isfahan per perfezionarsi. Nel decennio seguente fu riconosciuta dai suoi maestri la piena sua capacità di effettuare convenientemente l'Ijtihād in materia religiosa e cominciò a insegnare Uṣūl al-fiqh (Fondamenti del diritto).
A 30 anni, Borujerdi si trasferì alla Hawza di Najaf (Iraq) per continuare i suoi studi e perfezionare la propria preparazione scientifico-religiosa.

## Attività d'insegnamento
Dottore in teologia e in diritto islamico, Borujerdi è stato una delle figure emblematiche della prestigiosa scuola di teologia di Qom (Iran). Nel corso di cinquant'anni, ha occupato la cattedra riservata agli studi giuridico-teologici.
Le sue opere figurano ancora tra i testi classici delle facoltà di teologia e di diritto [fonte?]  . 
Contrariamente a Ruhollah Khomeini - che fu suo allievo - ha sempre evitato di occuparsi di politica.

## Ayatollah e Marjaʿ
Borujerdi rivitalizzò la ḥawza di Qom nel 1945, che si era appannata dopo la morte nel 1937 del suo fondatore, Abdul-Karim Ha'eri Yazdi. Quando Sayyid Abul-Ḥasan Iṣfahāni morì l'anno seguente, la maggioranza degli sciiti accettò l'Ayatollah Borujerdi come Marja'. Lo studioso Roy Mottahedeh afferma che Borujerdi fu il solo Marja' "nel mondo sciita" dal 1945-6 fino alla sua morte nel 1961.

### Sforzi per l'unità del mondo islamico
Borujerdi fu il primo Marjaʿ a guardare al di là dell'Iraq e dell'Iran. Inviò infatti Sayyid Muḥaqqiqī ad Amburgo (Germania Ovest), Aqa-e-Sharīʿat a Karachi (Pakistan), al-Faqīhī a Medina e Mūsā al-Ṣadr in Libano.
Stabilì relazioni cordiali con Maḥmūd Shaltūt, il Grande Imam di al-Azhar. Insieme, i due studiosi istituirono nel 1959 al Cairo la "Casa per l'avvicinamento dei madhhab islamici" (in arabo دار التقريب بين المذاهب الإسلامية‎?, Dār al-taqrīb bayn al-madhāhib al-islāmiyya). Shaltūt per parte sua emise una famosa fatwā che accettava la scuola giuridica giafarita sciita come uno dei madhhab legittimamente riconosciuti dell'Islam.